# Frédéric Thiry
Pour les articles homonymes, voir Thiry.
Frédéric Thiry, né le 2 septembre 1967 à Saint-Marc (province de Luxembourg), est un artiste, illustrateur et auteur de bande dessinée belge francophone.

## Biographie
Frédéric Thiry naît le 2 septembre 1967 à Saint-Marc,. De 1979 à 1986, il fait ses humanités au collège Saint-Joseph de Virton. Puis toujours en 1986, il se forme artistiquement à l'Institut Saint-Luc de Bruxelles en section bande dessinée où il obtient le diplôme de graduat en 1990. Depuis, il est illustrateur indépendant pour la jeunesse. Il travaille pour les maisons d'édition (Éditions Averbode, Casterman, Erasme, Labor, Van In et en communication, il compte parmi ses clients : APAQ-W, Agence wallonne de la Sécurité routière (AWSR), Bruxelles Environnement, Bruxelles Mobilité, Commission européenne, Croix-Rouge, Fincance Watch, ONE, Cliniques Saint-Luc, UNICEF. Il est également créateur de timbres-poste (Belgique, Luxembourg). Depuis 2004, il est membre des Numismates de Bruxelles, de l'Association des collectionneurs de jetons-monnaies et membre de l'Alliance européenne numismatique. Il est aussi rédacteur en chef du Bulletin des Numismates de Bruxelles pour lequel il rédige des articles et effectue des études numismatiques. Multidisciplinaire, il illustre des livres d’activités et manuels scolaires,. Comme artiste, il expose ses œuvres réalisées avec la technique du collage notamment au Centre d’Art Contemporain du Luxembourg belge.
En bande dessinée, on lui doit l'opus Quadrifoglio sur la marque Alfa Roméo scénarisé par Erwin Depraille et publié par Ideal Times en 1994. L'année suivante, il dessine le deuxième volume de la série Les Voyages du Comte intitulé : Knokke - Avignon sur les vignobles du Beaujolais et des Côtes-du-rhône, scénarisé par Louis Parent et publié aux éditions Wine Classics.
Il réalise également de nombreuses cartes postales.

### Vie privée
Frédéric Thiry habite à Schaerbeek en 2014.

## Œuvre

### Publications de littérature jeunesse
- Bougez de la tête aux pieds, textes : Pascal Teulade, Casterman, coll. « Les heures bonheurs », 1995  (ISBN 9782203144439)
- Renoir, textes : Jacqueline Loumaye, Casterman, coll. « Le jardin des peintres », 1996
- C'est magique, textes : Xavier Sourdeau, Casterman, coll. « Les heures bonheurs », 1997  (ISBN 9782203144477)
- Jardiniers en herbe, textes : Cécile Bolly, Casterman, 1997  (ISBN 9782203149427)
- Jeux de mains, Casterman, coll. « Le grand livre », 1998
- Arthur et Chloé (série - 6 titres), Millefeuilles, 1999
- Faites la fête, Casterman, coll. « Le grand livre », 1999
- Albums-imagiers (série 4 titres), Casterman, coll. « As-tu vu ? », 2001
  - Le Lapin à la campagne[10], Casterman, coll. « As-tu vu ? », 2001  (ISBN 9782203169104)
  - Le Chien dans la ville, Casterman, coll. « As-tu vu ? », 2001  (ISBN 9782203169128)
  - Le Canard dans les magasins, Casterman, coll. « As-tu vu ? », 2001  (ISBN 9782203169135)
  - Le Chat dans la maison, Casterman, coll. « As-tu vu ? », 2001  (ISBN 9782203169111)
- Grève sauvage, textes : Frank Andriat, L. Pire Altiora Averbode, coll. « Récits-Express », 18 octobre 2002
- Séléna, Averbode, coll. « Récits-Express », 2003
- Fleur de placard, Averbode, coll. « Tire-Lire », 2003
- Le Secret de Manco Capac, Averbode, 2003
- Premiers pas sur internet, Caramel, 2003  (ISBN 9789058287847)
- Fred et Linda (série), De Boeck, 2004-2009, revue Knipoog
- La Porte des adultes, textes : Frank Andriat, Averbode, coll. « Tire-Lire », 2004.
- La Musique des sentiments, Averbode, coll. « Récits-Express », 2004
- Le Génie du lieu, Averbode, coll. « Récits-Express », 2004
- Sur les traces des détectives, Averbode, 2005
- La Photo de classe, Corinne Lesimple (textes), Averbode, coll. « Récits-Express », 2005
- Un chien, quel copain !, Averbode, 2005
- Philibert et Grand-Père[11], Sonia Genevrois (textes), Averbode, coll. « Tire-Lire », 2006
- Miranda et le fantôme, Averbode, coll. « Récits-Express », 2006
- Tsiky (série) , Averbode, 2007-2009, revue Dauphin
- Le Naufrage[12], Delphine Bolin (textes), Averbode, coll. « Récits-Express », avril 2007
- Recycle et bricole, Caramel, 2007
- Bricolages amusants, Caramel, 2007
- En vacances avec Tsiky, Averbode, 2008
- On n'a pas de vacances, Florence Ducatteau (textes), Averbode, coll. « Récits-Express », 2009
- Le Trophée de Gorumna, Averbode, coll. « Récits-Express », 2010
- Le Chauffeur du président (et les sœurs Carabistouille), Benoît Demazy (textes), Averbode, coll. « Récits-Express », 2013
- Le Secret, Agnès de Lestrade (textes), Averbode, coll. « Récits-Express », 2013
- Une tête de clown, Marc Loncin (textes), Averbode, coll. « Récits-Express », 2014
- Oui, mais..., Benoît Demazy (textes), Averbode, coll. « Récits-Express », 2016
- Saint-Jean-des-Vignes en Australie, Béatrice Ruffie lacas (textes), Averbode, coll. « Récits-Express », 2020  (ISBN 9782808109536).
- Le Secret de Gaëc, Virginie Piatti (textes), Averbode, coll. « Tire-Lire », 2020  (ISBN 9782808120609)
- Le Cahier rouge à spirale, Nicolas Ancion (textes), Averbode, coll. « Récits-Express », 2022  (ISBN 9782808120845).
- Trois gâteaux d'anniversaire, Marc Loncin, Josette Hosay (textes), Averbode, coll. « Récits-Express », 2022  (ISBN 9782808136693).
- L'Espoir en cage, Marie Nollet (textes), Averbode, coll. « Récits-Express », 2022 (OCLC 1415274461).
- Ce que Relka voulait me dire, Jean-Charles Berthier (textes), Averbode, coll. « Tire-Lire », 2023  (ISBN 9782808120609)

### Collaborations
- Le Beki, la première monnaie complémentaire locale luxembourgeoise, Bulletin des Numismates de Bruxelles[2], 2017.
- Une monnaie complémentaire locale en Lorraine belge : l'EPI lorrain, Bulletin des Numismates de Bruxelles, 2013 - Provence Numismatique, 2013.
- 1830-1839- Deux Luxembourg pour le prix d'un. Ou la scission du Grand-Duché... La séparation du Luxembourg vue par le biais de la numismatique (Bulletin des Numismates de Bruxelles, 2011 - La Vie Numismatique, 2012 - Flasch Médaille, 2013 - Le Pays Gaumais, 2014).
- Les jetons de pont de Mayence du XVIIe au XIXe siècle (et autres jetons de la même période), Bulletin des Numismates de Bruxelles, 2013.
- Budapest, entre Trianon, insurrection de 1956 et chute du mur, Bulletin des Numismates de Bruxelles, 2015.
- Une monnaie de nécessité de Sömmerda (Thuringe), Bulletin des Numismates de Bruxelles, 2012 - Provence Numismatique, 2015 - ACJM 2015.
- Le Pyrène. Une monnaie complémentaire fait "Foix" dans les Pyrénées, Bulletin des Numismates de Bruxelles, 2017.
- Les billets de nécessités de la Bataille des Frontières - 1914-1918, Bulletin des Numismates de Bruxelles, 2019.
- La numismatique de bal - Cartes de danse dans le sud Luxembourg belge, Bulletin des Numismates de Bruxelles, 2013 - ACJM, 2013 - Le Gletton, 2014.

### Études numismatiques
- Les Billets de nécessité de la Bataille des Frontières 1914-1918[2], étude numismatique, Éd. du Musée Baillet Latour et des Guerres en Gaume, Latour, 2019.

### Albums de bande dessinée
- 1. Quadrifoglio Alfa Roméo, Ideal Times, 1994
Scénario : Erwin Lapraille - Dessin : Frédéric Thiry - Couleurs : quadrichromie,(OCLC 1400350896).

#### Les Voyages du Comte
- 2. Knokke - Avignon, Wine Classics, 1995
Scénario : Louis Parent - Dessin : Frédéric Thiry - Couleurs : Laurent -  (ISBN 2-9600066-2-3),avec une jaquette illustrée.

### Expositions

#### Expositions individuelles
- Frédéric Thiry[13], Galerie Ah? Oh! Art , Florenville, du 15 juin 2023 au 14 janvier 2024.

#### Expositions collectives
- Frédéric Thiry / Laetitia Copine à Arlon[14], Arlon, du 26 novembre au 18 décembre 2016
- World Collage Day - Exposition internationale d'artistes collagistes[15],[16], La Gare, Valençay du 13 au 15 mai 2022.

#### Livres
: document utilisé comme source pour la rédaction de cet article.
- Jacques Fiérain, « Thiry, Frédéric », dans La BD à Bruxelles et en Brabant, Charleroi, Éd. l'Âge d'or, avril 2003, 144 p., ill. ; 31 cm (ISBN 9782960119664 et 2960119665, OCLC 470388171, présentation en ligne), p. 132.
- Pascale Eben et Karine Magis Magis, Répertoire des auteurs et illustrateurs de livres pour l'enfance et la jeunesse en Wallonie et à Bruxelles, Bruxelles, Wallonie-Bruxelles International, 2014, 192 p., ill. ; 26 cm (ISBN 9782930758008 et 2930758007, OCLC 944278134, lire en ligne), p. 177. .

#### Articles
- Sophie Dubois, « L’illustrateur décore les chambres de bébés », L'Avenir,‎ 31 décembre 2013 (lire en ligne , consulté le 22 juin 2024).
- Sophie Dubois, « Un nouveau timbre pour le Grand-Duché », L'Avenir,‎ 27 mars 2015 (lire en ligne , consulté le 22 juin 2024).